# Matteo Ciacci
Matteo Ciacci (Borgo Maggiore, 5 de mayo de 1990) es un político y periodista sanmarinense.
Ejerció el cargo de Capitán Regente (Jefe de Estado) de la República de San Marino entre abril y octubre de 2018, junto a Stefano Palmieri. Con 27 años de edad al momento de ser nombrado en el cargo, se convirtió en el jefe de Estado más joven del mundo y el primero en nacer tras la caída del muro de Berlín.
Se graduó en derecho en la Universidad de Urbino y en 2009 fue elegido en su primer cargo público, en el consejo de la ciudad de San Marino. Desde 2016 integra el Consejo Grande y General de San Marino y el Consejo de los 12. Pertenece al partido político Movimento Civico 10, el cual fundó y ocupó cargos como el de coordinador entre 2013 y 2017.
También ha colaborado con varios periódicos sanmarinenses y fue comentarista en la Radio San Marino. También está registrado en la asociación de prensa deportiva de San Marino.